# Agecroft Hall
Agecroft Hall är en fornlämning i Storbritannien.   Den ligger i distriktet Bury i riksdelen England, i den centrala delen av landet, 270 km nordväst om huvudstaden London. Agecroft Hall ligger 36 meter över havet.
Terrängen runt Agecroft Hall är platt. Runt Agecroft Hall är det mycket tätbefolkat, med 3 369 invånare per kvadratkilometer. Närmaste större samhälle är Manchester, 5,7 km sydost om Agecroft Hall. Runt Agecroft Hall är det i huvudsak tätbebyggt.